# Fédération de Corée du Nord de basket-ball
La Fédération de Corée du Nord de basket-ball est une association, fondée en 1947, chargée d'organiser, de diriger et de développer le basket-ball en Corée du Nord.
La Fédération représente le basket-ball auprès des pouvoirs publics ainsi qu'auprès des organismes sportifs nationaux et internationaux et, à ce titre, la Corée du Nord dans les compétitions internationales. Elle défend également les intérêts moraux et matériels du basket-ball nord-coréen. Elle est affiliée à la FIBA depuis 1947, ainsi qu'à la FIBA Asie.
La Fédération organise également le championnat national, avec quelques règles spécifiques pour favoriser le spectacle et l'adresse :
- les 'dunks' valent trois points
- les paniers inscrits dans les trois dernières minutes du match valent huit points
- les paniers à trois points qui rentrent sans toucher le cercle (swich) en valent quatre
- chaque lancer-franc manqué fait perdre un point